# لويس يونغ
لويس يونغ (بالإنجليزية: Lewis Young) (27 سبتمبر 1989 في المملكة المتحدة - ) هو لاعب كرة قدم بريطاني في مركز الوسط. لعب مع فوريست غرين ونادي بوري ونادي بيرتن ألبيون ونادي كرولي تاون ونادي نورثامبتون تاون ونادي واتفورد ويوفل تاون ونادي هيرفورد ونادي ألدرشوت تاون.

## وصلات خارجية
- لويس يونغ على موقع قاعدة بيانات كرة القدم.إي يو (الإنجليزية)
- لويس يونغ على موقع Soccerbase.com (لاعب) (الإنجليزية)